# جيورجي هريستوف
جيورجي هريستوف (بالبلغارية: Георги Христов)‏ (10 يناير 1985 ببلوفديف في بلغاريا - ) هو لاعب كرة قدم بلغاري في مركز الهجوم. لعب مع سلافيا صوفيا وفيسوا كراكوف وليفسكي صوفيا ونادي بوتيف بلوفديف ونادي لوكوموتيف صوفيا وTampa Bay Rowdies ‏ ونادي أسدود ونادي ماريتسا بلوفديف.

## وصلات خارجية
- جيورجي هريستوف على موقع قاعدة بيانات كرة القدم.إي يو (الإنجليزية)
- جيورجي هريستوف على موقع Soccerway.com (الإنجليزية)